# Holíč
Holíč (njemački: Weißkirchen (an der March)/Holitsch, mađarski: Holics) je grad u zapadnoj Slovačkoj u Trnavskom kraju. Grad upravno pripada okrugu Skalici.

## Zemljopis
Holíč leži na nadmorskoj visini od 185 metara i pokriva područje od 34,787 km² Nalazi se u regiji Záhorie kod rijeke Morave, 6 km od češkoga grada Hodonína i oko 85 km od Bratislave.

## Povijest
Najstariji arheološki nalazi su iz neolitika, tragova naselja ima i iz brončanog doba, željeznog doba i iz doba Rimskoga Carstva. Gradić se prvi put spominje 1205. godine kao Wywar, što znači "Novi dvorac". Dinastija Arpadović sagradila je dvorac nakon mongolske invazije 1241. godine. Među vlasnicima grada bili su Matúš Čák i Stibor od Stiboricz. U 15. stoljeću u grad je bio usporen razvoj zbog stalnih racija koje su provodili Husiti. Godine 1736. grad je kupio Franjo I., suprug Marije Terezije koja je obnovila dvorac Holíč, pretvorivši ga iz tvrđave u ljetnikovac obitelji Habsburg. Holíč je nekada imao naprednu i bogatu židovsku zajednicu koja je nestala za vrijeme Drugog svjetskog rata.

## Stanovništvo
| Godina:     | 1993.  | 2003.   | 2013.   | 2023.   |
| ----------- | ------ | ------- | ------- | ------- |
| Broj ljudi: | 11 204 | 11 560  | 11 196  | 10 928  |
| Razlika:    |        | +3,17 % | -3,14 % | -2,39 % |

| Godina:     | 2022.  | 2023.   |
| ----------- | ------ | ------- |
| Broj ljudi: | 11 024 | 10 928  |
| Razlika:    |        | -0,87 % |

Po popisu stanovništva iz 2021. godine grad je imao 11.214 stanovnika. Po popisu stanovništva u gradu živi najviše Slovaka.
- Slovaci 89,63 %
- Česi 2,18 %
- Romi 0,28 %
- Ukrajinci 0,63 %

Prema vjeroispovijesti najviše je rimokatolika 47,32 %, ateista 35,94 % i Luterana 4,11 %.

## Gradovi prijatelji
- Hodonín, Češka
- Hollabrunn, Austrija

## Vanjske poveznice
- Službena stranica grada

### Ostali projekti
|  | Zajednički poslužitelj ima još gradiva o temi Holíč |